# Claudio Corti
Claudio Corti (ur. 1 marca 1955 w Bergamo) – włoski kolarz szosowy, dwukrotny medalista mistrzostw świata.

## Kariera
Największy sukces w karierze Gianni Giacomini osiągnął w 1977 roku, kiedy zdobył złoty medal w wyścigu ze startu wspólnego amatorów podczas mistrzostw świata w San Cristóbal. W zawodach tych wyprzedził bezpośrednio Siergieja Morozowa z ZSRR oraz swego rodaka Salvatore Maccalego. Na rozgrywanych siedem lat później mistrzostwach świata w Barcelonie startował już jako zawodowiec. Zdobył tam srebro ze startu wspólnego, wyprzedził go tylko Belg Claude Criquielion. Wygrał także między innymi Giro del Friuli w latach 1980 i 1984, Giro di Romagna i Giro del Veneto w 1985 roku, Giro di Toscana i Gran Premio Città di Camaiore w 1986 roku, Giro del Trentino w 1987 roku oraz Coppa Sabatini rok później. W latach 1985 i 1986 zdobywał mistrzostwo Włoch w wyścigu ze startu wspólnego zawodowców. Nigdy nie wystąpił na igrzyskach olimpijskich. Jako zawodowiec startował w latach 1978-1989.
Od 1990 roku jest dyrektorem zawodowych grup kolarskich, obecnie jest dyrektorem generalnym grupy kolarskiej Barloworld.

## Najważniejsze zwycięstwa i sukcesy
- 1977
  - mistrzostwo świata amatorów w wyścigu ze startu wspólnego
- 1980
  - 1. Giro del Friuli
- 1984
  - 1. Giro del Friuli
  - wicemistrzostwo świata zawodowców w wyścigu ze startu wspólnego
- 1985
  -  mistrzostwo kraju w wyścigu ze startu wspólnego
  - 1. Trofeo Melinda
  - 1. Giro della Romagna
  - 1. Giro del Veneto
- 1986
  -  mistrzostwo kraju w wyścigu ze startu wspólnego
  - 1. Giro di Toscana
  - 1. Gran Premio Città di Camaiore
  - 2. Mediolan-Vignola
- 1987
  - 1. Giro del Trentino
- 1988
  - 1. Coppa Sabatini